# عبد الله الكندري
عبد الله أحمد باقر محمد علي الكندري (26 ديسمبر 1971 - )؛ نائب سابق في مجلس الأمة الكويتي.

## سيرته
حاصل عبد الله الكندري على ليسانس حقوق 1994 من جامعة الكويت كلية الحقوق، وعضو جمعية المهندسين الكويتية، حاز علي عضوية المجلس البلدي الكويتي في 2013، كما حاز علي عضوية مجلس الامة الكويتي (تكميلي) 2016 في الدائرة الثالثة وحصل علي المركر الأول برصيد 6,705 صوت وفاز بالانتخابات.

## السيرة الذاتية
- حاصل على ماجستير قانون خاص 2001 من جامعة الكويت كلية الحقوق.
- حاصل علي ليسانس حقوق 1994 من جامعة الكويت كلية الحقوق.
- محامٍ أمام محكمة التمييز والمحكمة الدستورية.
- عضو الاتحاد الدولي للصحفيين في بروكسل 2013.
- عضو في الاتحاد العام للصحفيين العرب 2013.
- عضو في جمعية الصحفيين الكويتية 2005.
- عضو في مركز التحكيم البريطاني 2004.
- عضو بالمجمع العربي للملكية الفكرية في الأردن عام 2004.
- عضو في الاتحاد العربي للتحكيم الدولي في مصر 2003.
- عضو في المجلس البلدي.

## أبرز مواقفه في مجلس الأمة
| الكتل                                         | مستقل            |
| اللجان                                        | لجنة شؤون البيئة |
| استجواب الوزير خالد الروضان (2019)            | ضد الاستجواب     |
| استجواب الوزير محمد الجبري (2019)             | مع الاستجواب     |
| استجواب الوزير نايف الحجرف (2019)             | ضد الاستجواب     |
| استجواب الوزير براك الشيتان (2020)            | ضد الاستجواب     |
| استجواب الوزير أنس الصالح (أغسطس 2020)        | ضد الاستجواب     |
| استجواب الوزير سعود هلال الحربي (أغسطس 2020)  | مع الاستجواب     |
| استجواب الوزير سعود هلال الحربي (سبتمبر 2020) | مع الاستجواب     |
| استجواب الوزير أنس الصالح (سبتمبر 2020)       | ضد الاستجواب     |